# Twierdza Moguncja

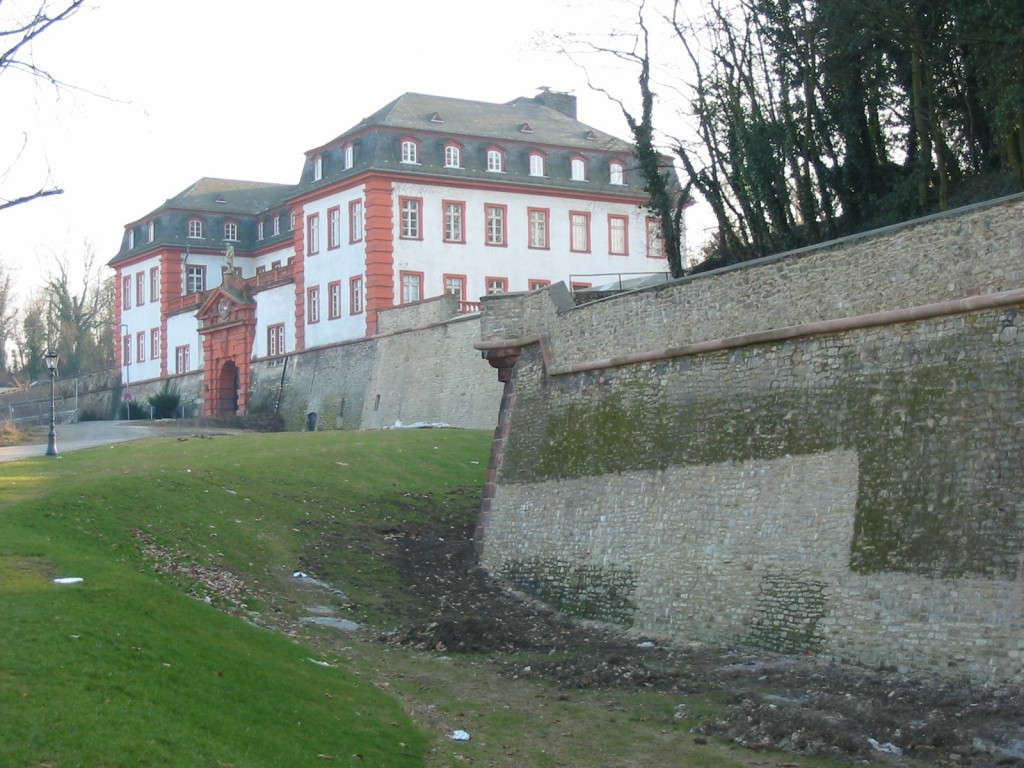
Cytadela Mainz

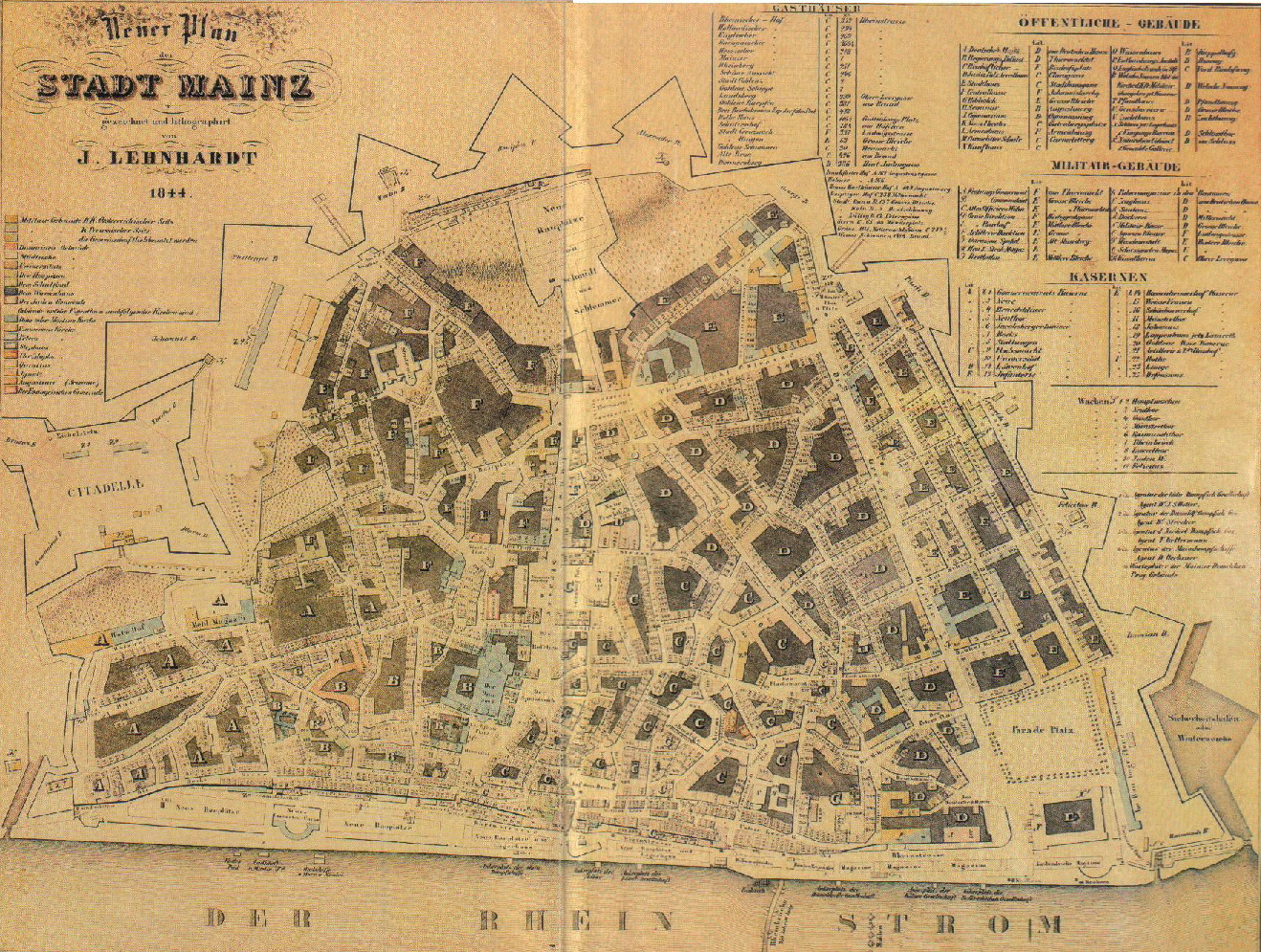
Plan twierdzy z 1844 roku

Twierdza Moguncja (niem. Festung Mainz) – jedna z pięciu twierdz federalnych w Niemczech. Jest położona w Moguncji w kraju związkowym Nadrenia-Palatynat. Pierwsze mury miejskie zaczęto wznosić w 1619 roku. W 1675 roku miasto otoczone było 16 basztami. W latach 1710–1730 zbudowano 5 fortów wokół miasta. Kolejna faza budowy przypadała na lata 1841–1848. Po 1904 roku twierdza straciła znaczenie militarne i na zlecenie cesarza Wilhelma II wiele obiektów zostało rozebranych. Od 1909 roku w promieniu ok. 26 kilometrów od miasta wybudowano 318 nowoczesnych schronów. W 1918 roku na mocy traktatu wersalskiego Twierdza Moguncja została zdeklasowana. W czasie II wojny światowej liczne korytarze i pomieszczenia podziemne pełniły rolę schronienia przed nalotami. Twierdza służyła również jako obóz jeniecki (Oflag XII-B).

## Struktura twierdzy
- Bastion Alexander
- Bastion Martin
- Kasematte Bastion Franziskus
- Zitadelle Mainz
- Proviant-Magazin
- Mainz-Kasteler Reduit Kaserne
- Defensionskaserne
- Alexanderkaserne
- Gautor
- Bastion Alexander
- Gonsenheimer Tor
- Rheintore
- Fort Josef
- Fort Weisenau
- Fort Biehler
- Fort Malakoff
- Fort Stahlberg
- Fort Hauptstein
- Bassenheimer Hof
- Osteiner Hof
- Martinsburg and Electoral Palace
- Cavalier Prinz Holstein
- Caponniere at Feldbergplatz
- Rheinschanzen